# Henri de Dampierre
Pour les articles homonymes, voir Dampierre et Du Val.
Maurice Henri Du Val, comte de Dampierre, né le 11 janvier 1823 au château de Hans et mort au même lieu le 8 septembre 1892, était un général français.

## Biographie
Il était le fils de Philippe Henri, comte de Dampierre général et grand officier de la Légion d'honneur et chevalier de l'Ordre de Saint-Louis. Il fut chef d’escadron au 3e lanciers, colonel au 8e lanciers puis au 19e régiment de dragons jusqu'en 1873, il fut ensuite nommé successivement général de brigade commandant la 1re brigade de cavalerie de la première armée à Lille, puis général de division. 
Il participa à la Guerre de Crimée pendant laquelle il fut fait prisonnier, puis participa à la Campagne d'Italie mais aussi à la Bataille de Sedan en 1870.
Il fut élevé au rang de Commandeur de la Légion d'honneur le 12 juillet 1880.

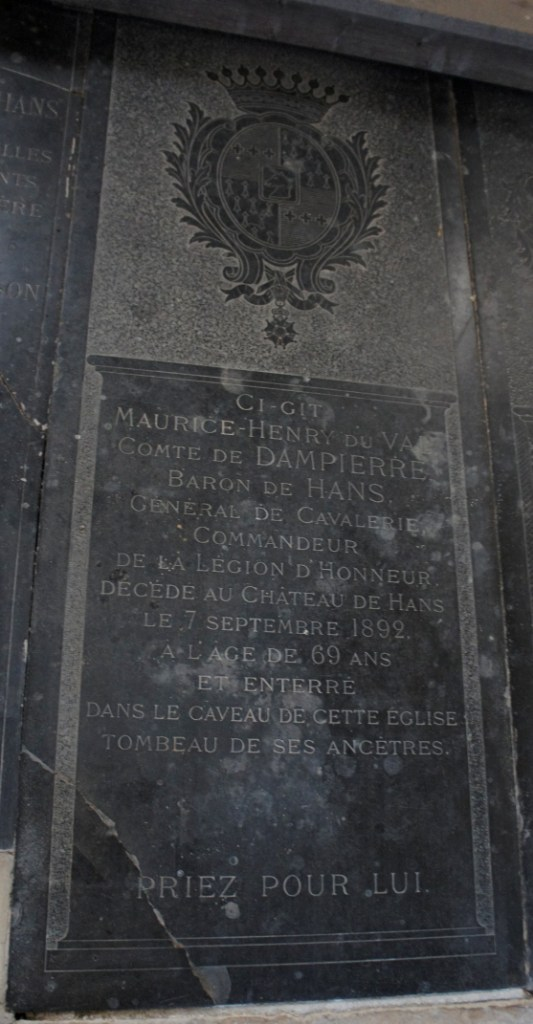
Sa pierre tombale en l'église de Hans.

Il fut par ailleurs le bienfaiteur de la commune de Hans et le restaurateur de son église, où se trouve le caveau de sa famille, dont il fit consacrer le titre de Notre-Dame du Soldat par Mgr Sourrieu, évêque de Châlons, et confirmer par le pape Léon XIII.

## Décorations
- Commandeur de la Légion d'honneur (1880)
- Médaille de Crimée britannique,
- Ordre du Médjidié de l'Empire ottoman,
- Ordre du Christ (Papauté).

## Filiation
Il a eu un fils qui devint vicomte de Dampierre et une fille qui s'est mariée avec le marquis d'Hugleville.